# Марк Вільмотс
Марк Вільмотс (фр. Marc Wilmots, нар. 22 лютого 1969, Жодонь) — бельгійський футболіст, що грав на позиції півзахисника, зокрема, за клуб «Стандард» (Льєж), а також національну збірну Бельгії. По завершенні ігрової кар'єри — тренер. Тренер року Бельгії (2013—2014). Також займався політичною діяльністю, був членом Сенату Бельгії від Реформаторського руху.

## Клубна кар'єра
У дорослому футболі дебютував 1987 року виступами за команду клубу «Сент-Трюйден», в якій провів один сезон, взявши участь у 30 матчах чемпіонату.
Протягом 1988—1991 років захищав кольори команди клубу «Мехелен». За цей час виборов титул чемпіона Бельгії.
Своєю грою за останню команду привернув увагу представників тренерського штабу клубу «Стандард» (Льєж), до складу якого приєднався 1991 року. Відіграв за команду з Льєжа наступні п'ять сезонів своєї ігрової кар'єри. Більшість часу, проведеного у складі «Стандарда», був основним гравцем команди. У складі «Стандарда» був одним з головних бомбардирів команди, маючи середню результативність на рівні 0,49 голу за гру першості.
Згодом з 1996 по 2001 рік грав у складі команд клубів «Шальке 04» та «Бордо». Протягом цих років додав до переліку своїх трофеїв титул володаря Кубка УЄФА, виграний німецьким клубом.
Завершив професійну ігрову кар'єру у клубі «Шальке 04», у складі якого вже виступав раніше. Прийшов до команди 2001 року, захищав її кольори до припинення виступів на професійному рівні у 2003.

## Виступи за збірні
1986 року дебютував у складі юнацької збірної Бельгії, взяв участь у 9 іграх на юнацькому рівні, відзначившись 3 забитими голами.
Протягом 1987—1989 років залучався до складу молодіжної збірної Бельгії. На молодіжному рівні зіграв у 9 офіційних матчах, забив 6 голів.
1990 року дебютував в офіційних матчах у складі національної збірної Бельгії. Протягом кар'єри в національній команді, яка тривала 13 років, провів у формі головної команди країни 70 матчів, забивши 28 голів. На початку 2000-х був капітаном національної команди.
У складі збірної встиг стати учасником чотирьох чемпіонатів світу — 1990 року в Італії, 1994 року у США, 1998 року у Франції та 2002 року в Японії і Південній Кореї. Також брав участь у домашньому для бельгійців чемпіонаті Європи 2000 року.

## Кар'єра тренера
Розпочав тренерську кар'єру відразу ж по завершенні кар'єри гравця, 2003 року, очоливши на нетривалий час тренерський штаб німецького клубу «Шальке 04». в якому завершував виступи на футбольному полі.

### Збірна Бельгії
В 2004—2005 роках очолював команду клубу «Сент-Трюйден». Протягом 2009—2012 років входив до тренерського штабу збірної Бельгії, де був асистентом головного тренера.
З 2012 року очолював тренерський штаб збірної Бельгії. Вивів національну команду до фінальної частини чемпіонату світу 2014 року, куди бельгійці не потрапляли з 2002 року, коли Вільмотс був капітаном збірної. Після впевнено проведеного групового етапу, на якому бельгійці здобули перемоги в усіх трьох матчах, їх почали розглядати як одних з фаворитів турніру, проте у плей-оф вони лише у додатковий час гри 1/8 фіналу здолали США, а у чвертьфіналі припинили боротьбу, мінімально поступившись аргентинцям.
На тій же стадії чвертьфіналів очолювана Вільмотсом команда зупинилася й за два роки на Євро-2016, поступившись одній з команд-відкриттів турніру, збірній Уельсу. Утім цього разу бельгійці однозначно розраховували на кращий результат і поразка у чвертьфіналі була сприйнята як провал, і 15 липня 2016 року Королівська Бельгійська футбольна асоціація звільнила тренера з посади у збірній.

### Подальша тренерська робота
У березні 2017 року новим місцем роботи бельгійця стала збірна Кот-д'Івуару, з якою він пропрацював лише пів року і був змушений її залишити, не виконавши завдання виходу до фінальної частини ЧС-2018.
15 травня 2019 року узгодив деталі трирічного контракту з федерацією футболу Ірану і з 1 червня того ж року офіційно очолив тренерський штаб збірної цієї країни, змінивши на посаді її незмінного, протягом восьми років, головного тренера, португальця Карлуша Кейроша.
Вже 6 червня дебютував як головний тренер збірної Ірану в товариському матчі проти збірної Сирії, здобувши перемогу з рахунком 5:0.
Всього на чолі іранців провів 6 матчів, після чого пішов із посади після двох підряд програних матчів збірним Іраку та Бахрейну у кваліфікації до чемпіонату світу 2022 року в Катарі.

## Політична діяльність
Після завершення футбольної кар'єри вирішив спробувати сили у політиці. 2003 року був обраний до Сенату Бельгії від ліберальної партії «Реформаторський рух». За два роки, у 2005, оголосив про відставку з посади сенатора.

## Досягнення
- Чемпіон Бельгії:

«Мехелен»: 1988–89
- Володар Кубка Бельгії:

«Стандард» (Льєж): 1992–93
- Володар Кубка Німеччини:

«Шальке 04»: 2001–02
- Володар Суперкубка Європи:

«Мехелен»: 1988
- Володар Кубка УЄФА:

«Шальке 04»: 1996–97